# Србос
Србос или Српски борилачки стил настао је 2009. године, као јединствен стил и као прва борилачка вештина у Србији. Овај стил развио је Зоран Чингелић, у оквиру свог Србос клуба „Деспот Јован Оливар“, из Краљева.

## Карактеристике
Србос' је заснован на Светосавској етици и филозофији борења као важна теоретска подлога ове борилачке вештине и стварању и обучавању модерних витезова у новом поретку од духовног до физичког. Изворни начин традиционалног борења и надметања као и народне атлетике сједињени су у стварању модерних витезова .
Србос као вештина гради се ка човеку искључиво као самоодбрана и начин преживљавања. Сваки тренинг почиње молитвом „Оче наш“, а завршава се молитвом „Достојно јест“, на старословенском језику.
Циљ србоса је да се омасови и укључи што већи број људи у систем самог тренажног процеса, укључи се у рад физичке културе у школама и факултетима, те да као јединствен стил настао у Србији буде изучаван и обучаван у војсци и полицији Србије.

## Грб
Грб Србос Савеза Србије и његово значење је формулисан тако да изнад ленте са натписом назива „Српски борилачки стил“ и места оснивања, стоји двоглави орао раширених крила који симболизује израз достојанства, спој небеског и земаљског у полету, главе окренуте леђима да би чували једни друге и заштитили средишњи део. Средишњи део је ускршње јаје које симболизује вечност и поновно рађање уз националну симболику боје државе Србије, са крстом на средини и осцилима, осцилима које штите крст и представља излаз за спас Српског народа и Симбол јединства .

## Клубови
Клубови Србоса у оквиру Савеза Србије у току свог развоја организују сваке године кампове за обучавање српског борилачког стила где се у оквиру саме вештине, чланови, пријатељи, будући инструктори обучавају не само техникама борења већ и у оријентирингу, алпинизму, пружању прве помоћи и преживљавању, руковањем оруђа и оружја. Кампови Србоса се по устаљеном догађају одржавају у месту оснивања вештине на планини Гоч у прелепом амбијенту планинарског дома и природе, која окружује под званичним називом „Брезна“ – по тачној локацији.

## Дисциплине
Такмичарски правилник се не разликује много од модерних спортских борилачких дисциплина. Ради разумевања и због сличности дисциплина може се рећи да Србос обухвата следећих 5 дисциплина:
- ударачке дисциплина - К1 Кик бокс
- ударачке партерна дисциплина - ММА/Прајд
- партерна дисциплина - Греплинг
- дисциплина ломљење
- дисциплина са оружјем (мотка и нож)